# 사와코 결심하다
《사와코 결심하다》(원제: 川の底からこんにちは 카와노 소코카라 콘니치와[*], 강 바닥에서 안녕하세요)는 2010년에서 개봉된 일본 영화이다. 이시이 유야 감독의 상업 영화 데뷔작이다.

## 줄거리
OL 기무라 사와코는 상경한지 5년째로, 일에 대한 열정도 없고 연인인 겐이치는 아이딸린 이혼남 상사라는 투협 투성이인 인생을 살고 있다. 그러던 어느 날 아버지가 입원한 사실을 알게되고, 시골로 돌아와 가업인 재첩 공장을 급히 봐달라는 부탁을 받는다. 사와코는 내키지 않았지만, 시골에서 살고 싶다는 겐이치의 의향으로 결국 아이와 함께 3명이서 가게 된다.

## 출연진
- 기무라 사와코: 미쓰시마 히카리
- 아라이 겐이치: 엔도 마사시
- 아라이 카요코: 아이하라 카라
- 기무라 다다오: 시가 고타로
- 기무라 노부오: 이와마쓰 료

## 이야깃거리
감독 이시이 유야와 주연 미쓰시마 히카리는 2010년에 결혼했다.

## 수상
- 제84회 키네마 준보 베스트 10 5위[2]